# Norio Sasaki

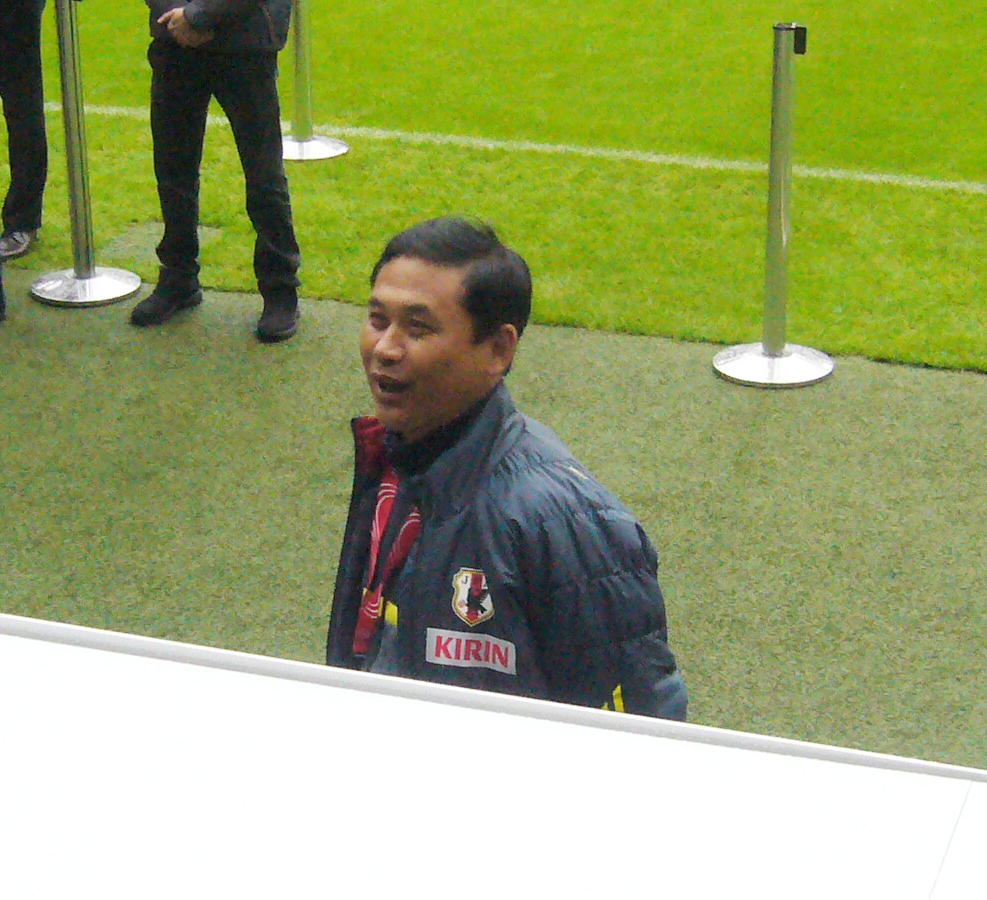
Sasaki como entrenador de Japón en 2013

Norio Sasaki (en Japonés: 佐々木 則夫 Sasaki Norio) (24 de mayo de 1958, Yamagata, Japón) es un exfutbolista y exentrenador japonés. Fue campeón del mundo en 2011 con la Selección femenina de Japón. Se retiró como entrenador en marzo de 2016.

## Trayectoria como jugador
Sasaki comenzó a jugar en los equipos de su instituto y de la Universidad Meiji de Tokio. Posteriormente jugó durante toda su carrera en el equipo de su compañía, el NTT Kanto, actual Omiya Ardija, como mediocentro defensivo. Se retiró en 1991. 

## Trayectoria como entrenador
Sasaki entrenó al Omiya Ardija en la temporada 1997-98. Posteriormente siguió en el club como entrenador de juveniles y en otros cargos técnicos. 
En 2006 la Federación Japonesa le eligió para entrenar a la selección femenina sub-20, y en 2008 le nombró seleccionador femenino absoluto. Con él en el banquillo Japón llegó a las semifinales de los Juegos Olímpicos de Pekín, ganó contra todo pronóstico el Mundial 2011, y se llevó la medalla de plata en los Juegos Olímpicos de Londres. 
En 2011 la FIFA le nombró mejor entrenador femenino del año.

## Palmarés

### Distinciones individuales
| Distinción                                      | Año  |
| ----------------------------------------------- | ---- |
| Inducido al Salón de la Fama del fútbol japonés | 2019 |